# Norrie (Colorado)
Norrie es un lugar designado por el censo del condado de Pitkin, Colorado, Estados Unidos. Según el censo de 2020, tiene una población de 7 habitantes.
En los Estados Unidos, un lugar designado por el censo (traducción literal de la frase en inglés census-designated place, CDP) es una concentración de población identificada por la Oficina del Censo de los Estados Unidos exclusivamente para fines estadísticos.

## Geografía
Está ubicado en las coordenadas 39°19′41″N 106°39′23″O / 39.32806, -106.65639. Según la Oficina del Censo de los Estados Unidos, tiene una superficie de 0.49 km², correspondientes en su totalidad a tierra firme.

## Demografía
Según el censo de 2020, hay 7 personas residiendo en la zona. La densidad de población es de 14 hab./km². El 85.71% de los habitantes son blancos y el 14.29% es asiático. No hay hispanos o latinos residiendo en la región.